# Gooding
La ville de Gooding est le siège du comté de Gooding, situé dans l'Idaho, aux États-Unis.

## Démographie
| 1910  | 1920  | 1930  | 1940  | 1950  | 1960  |
| ----- | ----- | ----- | ----- | ----- | ----- |
| 1 444 | 1 843 | 1 592 | 2 568 | 3 099 | 2 750 |

| 1970  | 1980  | 1990  | 2000  | 2010  | - |
| ----- | ----- | ----- | ----- | ----- | - |
| 2 599 | 2 949 | 2 820 | 3 384 | 3 567 | - |

Sa population s’élevait à 3 567 habitants lors du recensement de 2010.

## Source
- (en) Cet article est partiellement ou en totalité issu de l’article de Wikipédia en anglais intitulé « Gooding, Idaho » (voir la liste des auteurs).